# VT100

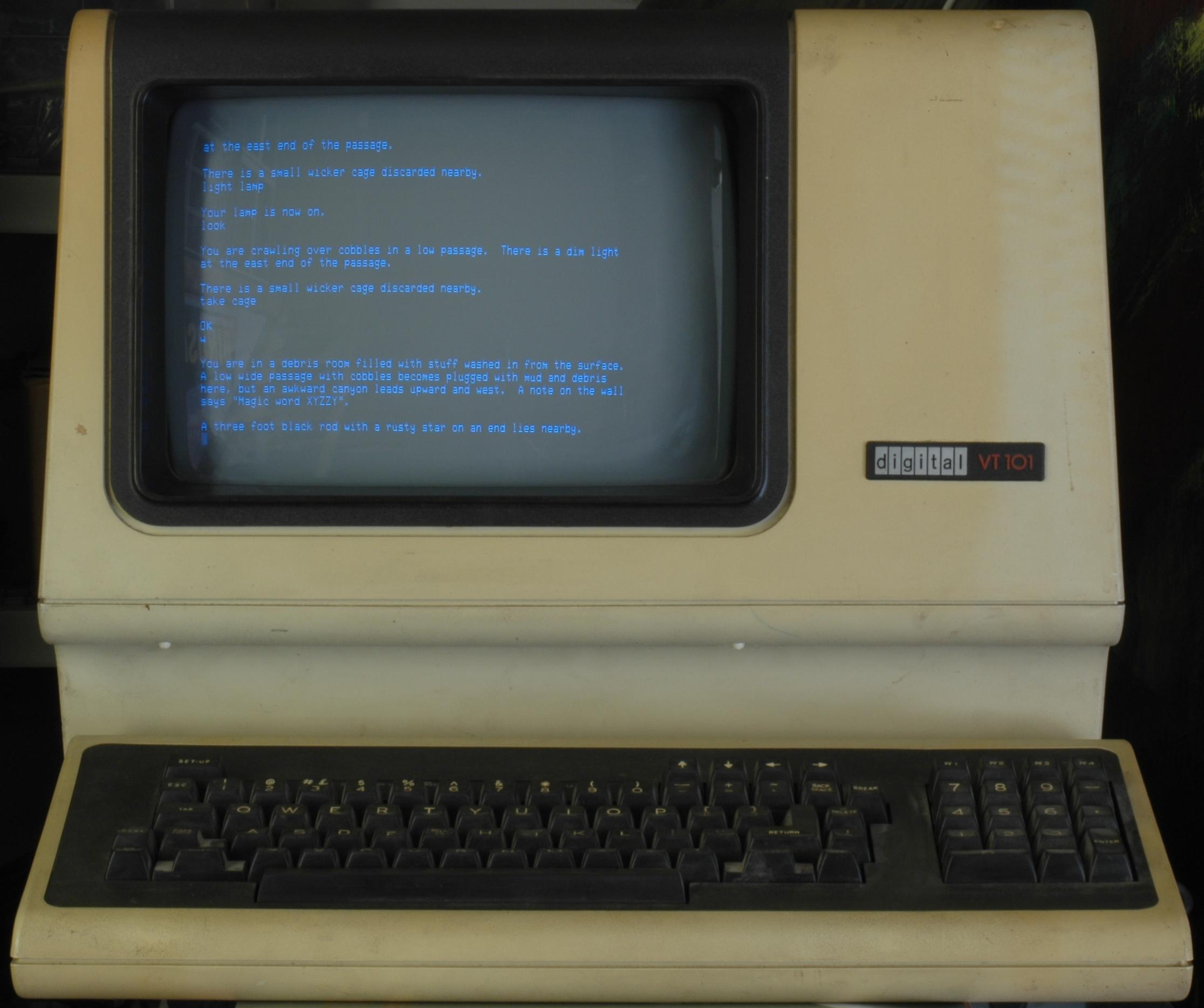
El VT100 de Digital Equipment Corporation (DEC).

El  VT100  és un terminal de vídeo fabricat originalment per Digital Equipment Corporation (DEC). Es va convertir en el sistema estàndard de sèrie per als emuladors de terminal. Va ser introduïda l'agost de 1978 com a continuació de la seva predecessora, la VT52, connectant amb el seu ordinador local mitjançant línia sèrie usant el conjunt de seqüències i caràcters ASCII (tcc seqüències d'escapament) estandarditzat per ANSI. La VT100 va ser també la primera terminal digital a incorporar  renderitzadors gràfiques  (Blinking, bolding, reverse vídeo, i underlining) així com una display configurable a 80 o 132 columnes. Tota la configuració de la VT100 es duia a terme usant displays interactius presentats a la pantalla. Les dades de la configuració s'emmagatzemaven en una memòria no-volàtil que posseïa la terminal.

## Convencions VT-UTF8, VT100+i VT100
Les convencions de definició de terminal del sector proporcionen una forma fàcil d'emetre ordres des de la consola d'administració remota, normalment la consola d'administració especial (SAC), fins al servidor. Aquestes convencions de definició de terminal proporcionen un mecanisme coherent per administrar sistemes en tots els estats de funcionament i error. Els sistemes operatius Windows Server 2003 utilitzen aquestes comandes, que es descriuen més endavant en aquest tema. El microprogramari, els processadors de serveis i el programari de terminal client també poden utilitzar els comandaments.
La definició de terminal VT100 és la convenció estàndard usada per configurar i dur a terme tasques d'administració d'emergència amb servidors basats en Unix. No obstant això, VT100 no és compatible amb totes les tecles del teclat estàndard de 101 tecles per a PC. La convenció VT-UTF8 proporciona tecles addicionals a les proporcionades per VT100 per al teclat de 101 tecles per PC. Amb VT-UTF8, també es pot usar colors i algunes seqüències normalitzades d'escapament que se solen usar per a tasques d'administració. Amb VT-UTF8, els resultats enviats al port sèrie es poden traduir a un altre idioma, mantenint la interoperabilitat d'Unix per a l'anglès.
Per obtenir més informació sobre com veure els resultats dels Serveis d'administració d'emergència en un altre idioma diferent de l'anglès, vegeu Selecciona el programari client de terminal per als Serveis d'administració d'emergència.
VT100+és un subconjunt de VT-UTF8 que s'encarrega només dels caràcters compatibles amb VT100, és a dir, caràcters del 0 al 127 definits per l'American National Standards Institute (ANSI). VT-UTF8 és el tipus de terminal preferit per veure els resultats dels Serveis d'administració d'emergència mitjançant un emulador de terminal, com HyperTerminal, i per als resultats del firmware o del processador de serveis. En ambdós casos, si VT-UTF8 no està disponible, les següents millors opcions són VT100+i si no VT100, en aquest ordre.